# Windy Cantika Aisah
Windy Cantika Aisah (Bandung, 11 de junho de 2002) é uma halterofilista indonésia, medalhista olímpica.

## Carreira
Aisah conquistou a medalha de bronze nos Jogos Olímpicos de Verão de 2020 em Tóquio, após levantar 194 kg na categoria feminina para pessoas com até 49 kg. Em 2021, Aisah ganhou um bronze pelo arrebatamento no Campeonato Asiático de 2020.